# 鄭雨滇
鄭雨滇（英語：Howard Cheng Yue Tin；1981年7月18日—），是前香港賽馬會所屬自由身騎師，曾跟隨練馬師大衛希斯學藝。現於英國郗國思馬房工作，並擁有英國平地賽騎師牌照。

## 簡介

### 香港策騎時代
鄭雨滇幼年時就讀柴灣慈幼小學（下午校），中一至中三就讀柴灣慈幼英文中學，畢業後接受香港賽馬會訓練成為騎師。
鄭雨滇1998-1999年馬季被獲分配到大衛希斯馬房學習，後來獲馬會批准出賽，1999年2月18日年初三賽馬日首次策騎，於該天獲大衛希斯安排三匹座騎，並在第五場憑策騎喝采取得亞軍。1999年3月24日在仁愛堂盃策騎勝感取得第一場勝利。在2000-2001年馬季贏得37場頭馬，曾經是見習騎師的紀錄（這紀錄在2008-09年馬季被蔡明紹打破），其中一場是三級賽華商會挑戰盃。2001年4月25日，憑簡炳墀馬房的游俠本色畢業。於此前的一個賽馬天，即2001年4月22日，他策騎愛倫馬房的君子奪得本地三級賽女皇銀禧紀念盃。他是當時最快贏滿馬會指定場數畢業的見習騎師（當時由見習騎師升為大師傅的頭馬數字為55場，現已增至70場）。2001年夏季至秋季曾經前往德國及澳洲實習增加策騎經驗。2002年首次策騎馬匹出戰香港國際賽事。
2004年1月18日，鄭雨滇策騎告達理馬房「幸運才子」被控未盡全力策騎，違反賽事規例第99(2)及(3)條，結果被罰停賽九日。
自從馬會於2005-2006馬季將見習騎師及自由身騎師讓磅條件更改後，自由身騎師亦獲得減磅，有更多策騎機會，成績開始見得進步，整季上陣次數僅次於冠軍騎師韋達少。在制訂讓磅條件前，鄭雨滇在沙田錦標代替羅達策騎自由行，結果在激戰下險勝對手，奪得沙田錦標。12月角逐舉行的國際騎師錦標賽，結果鄭雨滇在贏出一關下，總成績為併頭亞軍。
於2006-2007馬季，他於一季內勝出40場頭馬。季初憑火焰之星贏得國慶盃（過往2003年憑精明大師及2005年策騎富盈在精英班時代勝出賽事）。11月代表香港參與韓國賽馬理事會國際騎師邀請賽，總成績取得第五。4月港澳盃策騎勁闖奪得亞軍，但是頭馬獎門人驗出違禁藥，取消其冠軍資格，因而贏得此項賽事。
2007-08馬季鄭雨滇成績更進一步，10月1日策騎勁闖贏得國慶盃，在五年內贏得四次冠軍。12月5日，在國際騎師錦標賽取得一場第三及第四，總成績排第五。2008年5月1日二級賽國美錦標，獲策騎香港短途錦標冠軍蓮華生輝，有鑑於蓮華生輝在上戰由巫斯義被馬群圍困的錯誤，一早抽出外發力，輕鬆勝出這場二級賽。5月2日舉行的2008年夏季奧林匹克運動會火炬接力香港區火炬接力，鄭雨滇擔任第82棒火炬手，是其中三名策騎馬匹參與接力的火炬手，亦是唯一一名騎師獲參加火炬手的運動員。於2007-2008年度更打破自己單季最佳紀錄，取得42場頭馬。
2008-09年馬季季初表現最好，2008年10月8日跑馬地賽事取得三捷後，曾經一度在騎師榜領先一個賽馬日之多。12月10日連續兩年角逐國際騎師錦標賽，在其中一場賽事奪得第四，與另外兩名騎師併頭第七。1月10日在超兩磅的情況下策騎樂意洋洋勝出三級賽洋紫荊短途錦標。不過自1月尾勝出頭馬後，連續16個賽馬日沒有勝出賽事，期間仍在分級賽上名，包括零距離百週年紀念銀瓶奪亞，以及在港澳盃策騎帝聖龍駒奪得季軍，直到3月28日第一場賽事憑心中有勁打破悶局。季尾以32場頭馬完成馬季，較新晉見習騎師蔡明紹為少，以香港騎師計算排行第二，全體騎師排行第八。
2009-10年馬季，第一場勝利來自9月16日谷草賽事。之後參加澳洲滿利谷馬場舉行的超級巨星8騎師賽。但未有勝出賽事下而回。之後獲澳門賽馬會邀請角逐澳門賽馬會二十周年騎師邀請賽，雖然在當天未能勝出賽事，但憑指定場次取得兩場亞軍，以總分12分壓過杜西奧奪冠。
11月30日為止，他贏得10場頭馬，雖然較三名見習騎師為少，但馬會禁止見習騎師參賽（另一名見習騎師蔡明紹特別獲邀參賽），因而獲得角逐香港國際騎師錦標賽機會。4月17日前往澳門在兩場一級賽策騎，最終落第而回。4月18日在跑馬地日賽事再次憑卡加精神、勝任有餘以及好歡騰連中三元。
季尾鄭雨滇獲葉楚航、徐雨石等華倉支持，成績漸漸進步，5月8日策騎家家興旺勝出皇太后紀念盃，他已經在6月12日勝出43場冠軍，打破自己的最佳紀錄。7月14日煞科日再憑創新高取得勝利，以較多的亞軍壓過勞愛德排在騎師榜的第五位。鄭雨滇該季另一代表作是憑黃汝安訓練的引伸波幅，取得季內五捷的佳績。
10月24日在三級賽的精英碗中憑愛跑得取勝，在自由身騎師不能在分級賽獲減磅後首次在分級賽中取勝。在此之前，他在騎師榜值落後於韋達及柏寶排行第三。12月8日角逐國際騎師錦標賽，但是在第二關策騎大熱門浪漫添馬在最後階段被困，備受批評。鄭雨滇曾在1月至3月期間沒有頭馬進帳，直到3月初勝出天子駕六後表現回勇。在4月10日澳港盃賽馬日憑小虎威威勝出三級賽新葡京盃。在騎師榜中的本地騎師成績僅次於蔡明紹。
2011-12年度馬季，鄭雨滇憑威水福星取得首勝，在季中靠華美之星等馬匹增添頭馬數目。於4月1日賽後驗出麻黃素及甲基麻黃素超標，幸好於4月9日賽後的尿液樣本中兩種違禁品均沒超標，仍可接受4月15日賽事的策騎，之後只是輕罰。
2012年5月16日，鄭雨滇在沙田第三班泥地1200米賽事策騎城中話題，被指未盡全力策騎，結果被香港賽馬會重罰13個賽馬日直到季尾煞科為止，鄭雨滇以22場頭馬提早結束馬季。
2012年至13年馬季，鄭雨滇由於自身勝出超過250場賽事（包括一場海外分級賽），根據香港賽馬會新的本地騎師讓磅規則規則，他不獲任何減磅優惠。於10月1日憑活力飛駒攻下沙田短途錦標。2013年6月19日，鄭雨滇遇上嚴重墮馬意外，在第二場策騎樂融融領放，馬匹突然失蹄墮馬，部份後方馬匹無法避開，造成五匹墮馬意外。鄭雨滇入院，經診斷後證實左手和左腳骨折。即使如此，但他於當季贏得38場頭馬，位列騎師榜第六位。
2013-2014年度馬季，鄭雨滇由於因傷長期缺陣，結果僅憑徐雨石馬房的「太陽戰士」取得當季唯一一場頭馬。2014-2015年度馬季，鄭雨滇季初因為策騎「軍駒」未盡全力，而被重罰停賽18日，復出後坐騎質量大幅下跌，只以13場頭馬完成賽季。
2015-2016年度馬季，隨著蔣嘉琦、黃皓楠及梁家俊強勢崛起，鄭雨滇以15場頭馬完成賽季。
2016年10月7日，鄭雨滇因在9月18日策騎「星光勇將」期間，涉及第四次違反賽事規例99(2)及(5)條，結果被香港賽馬會競賽小組重罰其停賽25個賽馬日，於10月12日夜賽後開始執行，停賽期直至2017年1月11日。
2017年4月3日，香港賽馬會牌照委員會早上召見鄭雨滇，聽取其作供，經開會後決定即時撤銷其自由身騎師牌照，令其18年策騎生涯正式劃上句號。鄭雨滇在港從騎以來，累積440場頭馬勝仗，包括四場來自澳門及澳洲勝仗，當中勝出12場級際賽，乃現役頭馬數目最多的華將。
鄭雨滇代表香港賽馬會最後一匹坐騎為徐雨石馬房的「日出彩虹」，而最後一次贏馬則是2016年6月5日，憑徐雨石馬房的「老友記」取得。

### 離開香港在英國重新發展
鄭雨滇於結束香港策騎生涯後出售在香港物業，並與家人搬往英國新市場，被練馬師郗國思聘用為策騎員。鄭雨滇及妻子於2017年被財務公司追討744萬港元及利息。鄭雨滇打算申請破產，但未有提供文件以及出席聆訊，故破產管理署在2017年10月3日撤銷破產申請。鄭雨滇從2018年2月1日向英國賽馬協會申請騎師牌照，第一次遭到拒絕後，2019年7月1日鄭雨滇再度提交申請，最終7月29日獲接納。英國賽馬協會要求鄭雨滇交出銀行戶口以及手提電話對話紀錄檢查。鄭雨滇申請英國騎師牌照一事，到2019年8月30日才被媒體發現。
2020年8月9日，鄭雨滇在化斯克馬場一場第六班讓賽取得約50個月後的首場頭馬，而這是他離港後第八次在正式賽事策騎出賽。
2020年10月31日，鄭雨滇在溫伐咸頓馬場膠沙地跑道，策騎一匹名為Al-Tabari的四歲賽駒，勝出一項只限阿拉伯馬參戰的2000米讓賽，從而錄得職業生涯一項成功的全新體驗。

## 主要勝出賽事
香港
- 女皇銀禧紀念盃 - (1) - 君子 (2001)

- 沙田錦標 - (1) - 自由行 (2005)

- 短途錦標 - (1) - 蓮華生輝 (2008)

- 精英碗 - (1) - 愛跑得 (2010)

- 華商會挑戰盃 - (2) - 飛快勝 (2000)、萬事勇 (2016)

- 一月盃 - (1) - 春風得意 (2001)

- 國慶盃 - (4) - 精明大師 (2003)、富盈 (2005)、火焰之星 (2006)、勁闖 (2007)

- 洋紫荊短途錦標 - (1) - 樂意洋洋 (2009)

- 皇太后紀念盃 - (1) - 家家興旺 (2010)

- 沙田短途錦標 - (1) - 活力飛駒 (2012)

- 亞洲電視盃 - (1) - 北金烈馬 (2003)

- 香港特區行政長官盃 - (1) - 陽光 (2007)

- 其士盃 - (1) - 陽光 (2007)

- 樂聲盃 - (2) - 白玉駿駒 (2009)、飛來猛 (2015)

 澳門
- 新葡京盃 - (1) - 小虎威威 (2011)

## 成就
- 香港冠軍見習騎師 - (2) - (1999/2000、2000/2001年度馬季)
- 國際騎師錦標賽季軍 - (2) - (2003年、2005年)

## 在港策騎成績
| 年度        | 冠  | 亞  | 季  | 殿  | 第五 | 出賽次數 | 所贏獎金（港元） | 備註                         |
| ----------- | --- | --- | --- | --- | ---- | -------- | ---------------- | ---------------------------- |
| 1998 - 1999 | 2   | 4   | 5   | 4   | 5    | 62       | $                | 策騎首季                     |
| 1999 - 2000 | 19  | 16  | 24  | 22  | 21   | 299      | $                | 第2季 (香港冠軍見習騎師得主) |
| 2000 - 2001 | 37  | 23  | 34  | 28  | 41   | 507      | $                | 第3季 (香港冠軍見習騎師得主) |
| 2001 - 2002 | 22  | 20  | 32  | 29  | 17   | 354      | $ 15,822,100     | 第4季                        |
| 2002 - 2003 | 12  | 21  | 25  | 25  | 25   | 353      | $ 12,683,125     | 第5季                        |
| 2003 - 2004 | 13  | 18  | 11  | 13  | 21   | 319      | $ 10,369,530     | 第6季                        |
| 2004 - 2005 | 7   | 19  | 10  | 25  | 17   | 310      | $ 8,475,825      | 第7季                        |
| 2005 - 2006 | 35  | 41  | 32  | 33  | 55   | 553      | $ 28,788,820     | 第8季                        |
| 2006 - 2007 | 39  | 48  | 41  | 50  | 32   | 530      | $ 32,730,575     | 第9季                        |
| 2007 - 2008 | 42  | 48  | 41  | 44  | 42   | 534      | $ 35,705,230     | 第10季                       |
| 2008 - 2009 | 32  | 28  | 43  | 44  | 50   | 532      | $ 28,983,062     | 第11季                       |
| 2009 - 2010 | 46  | 43  | 38  | 37  | 29   | 474      | $ 35,340,525     | 第12季                       |
| 2010 - 2011 | 40  | 36  | 39  | 30  | 50   | 539      | $ 31,472,350     | 第13季                       |
| 2011 - 2012 | 22  | 29  | 34  | 26  | 27   | 339      | $ 20,614,812     | 第14季                       |
| 2012 - 2013 | 38  | 22  | 35  | 33  | 34   | 458      | $ 30,223,200     | 第15季                       |
| 2013 - 2014 | 1   | 3   | 7   | 2   | 5    | 47       | $ 2,033,125      | 第16季                       |
| 2014 - 2015 | 13  | 23  | 19  | 23  | 25   | 276      | $ 16,228,950     | 第17季                       |
| 2015 - 2016 | 15  | 14  | 24  | 19  | 26   | 396      | $ 17,732,300     | 第18季                       |
| 2016 - 2017 | 0   | 1   | 1   | 1   | 3    | 27       | $ 394,100        | 第19季                       |
| 總計        | 435 | 457 | 495 | 488 | 522  | 6890     |                  |                              |

## 在港策騎資料
|                      | 日期          | 賽事                              | 場地 | 馬場     | 馬名     | 練馬師   | 名次 | 獨贏賠率 |
| -------------------- | ------------- | --------------------------------- | ---- | -------- | -------- | -------- | ---- | -------- |
| 初出賽               | 1999年2月18日 | 第四班 - 1400米                   | 草地 | 沙田馬場 | 運財大亨 | 大衛希斯 | 7    | 36       |
| 首勝利               | 1999年3月24日 | 第一、二班 - 1200米               | 草地 | 沙田馬場 | 勝感     | 大衛希斯 | 1    | 14       |
| 級際賽初出賽         | 2000年1月2日  | 三級賽 - 1200米（華商會挑戰盃）   | 草地 | 沙田馬場 | 飛快勝   | 大衛希斯 | 1    | 14       |
| 級際賽首勝利         | 2000年1月2日  | 三級賽 - 1200米（華商會挑戰盃）   | 草地 | 沙田馬場 | 飛快勝   | 大衛希斯 | 1    | 14       |
| 一級賽初出賽         | 2000年3月26日 | 一級賽 - 2000米（香港金盃）       | 草地 | 沙田馬場 | 全滿     | 王兆旦   | 8    | 29       |
| 一級賽初勝利         | —             | —                                 | —    | —        | —        | —        | —    | —        |
| 四歲系列經典賽初出賽 | 2001年2月18日 | 一級賽 - 1600米（香港經典一哩賽） | 草地 | 沙田馬場 | 偶像     | 岳敦     | 10   | 99       |
| 四歲系列經典賽首勝利 | —             | —                                 | —    | —        | —        | —        | —    | —        |

## 外部連結
- 騎師資料 鄭雨滇（页面存档备份，存于）